# اچ‌ام‌اس جالوت (۱۸۴۲)
اچ‌ام‌اس جالوت (۱۸۴۲) (به انگلیسی: HMS Goliath (1842)) یک کشتی بود که طول آن ۱۹۰ فوت (۵۸ متر) بود. این کشتی در سال ۱۸۴۲ ساخته شد.